# Luchthaven Kagoshima
Luchthaven Kagoshima (鹿児島空港, Kagoshima Kūkō) is een tweedeklasse luchthaven in Japan. De luchthaven ligt in Kirishima, 29,6 kilometer ten noordoosten van station Kagoshima-Chūō in de stad Kagoshima.
De landingsbaan van het vliegveld werd in 1944 geopend, maar reguliere vluchten op het vliegveld vinden pas sinds 1962 plaats. In 2000 had de luchthaven voor het eerst meer dan 2,5 miljoen passagiers.

## Luchtvaartmaatschappijen

### Nationaal
- All Nippon Airways
- Japan Airlines
- Oriental Air Bridge
- Skynet Asia Airways

### Internationaal
- China Eastern Airlines
- Korean Air